# Пейтон Рід
Пейтон Рід (англ. Peyton Reed; 3 липня 1964) — американський режисер.

## Біографія
Пейтон Рід народився 3 липня 1964 року в місті Ралі, штат Північна Кароліна. Навчався в Університеті Північної Кароліни в Чапел-Гілл. Під час навчання був ді-джеєм на радіостанції WXYC. У 1987 році працював водієм на зйомках фільму «Даргемський бик», який був знятий в його рідному місті Ралі.

## Кар'єра
Спочатку Рід знімав на телебаченні документальні фільми. Потім зняв такі комедійні фільми, як «Любий «Жук» (1997), «Добийся успіху» (2000), «До біса любов» (2003), «Розлучення по-американськи» (2006). Також зіграв невеликі ролі в деяких фільмах, написав кілька оригінальних пісень для своїх саундтреків, і випустив кілька музичних відео. У 2008 році Рід зняв фільм Завжди кажи «Так» з Джимом Керрі у головній ролі. Цей фільм є адаптацією автобіографічного роману Денні Воллеса про його рішення говорити «так» на кожну пропозицію та запрошення, які йому робили. Пейтон Рід замінив Едгара Райта як режисер у фільмі «Людина-мураха» (2015).

## Особисте життя
Пейтон Рід був одружений з Бет ЛаМюр.

## Фільмографія
| Рік       |     | Українська назва                    | Оригінальна назва                             | Роль                        |
| --------- | --- | ----------------------------------- | --------------------------------------------- | --------------------------- |
| 1989      | кф  |                                     | Almost Beat                                   | режисер, сценарист          |
| 1990      | док |                                     | The Honeymooners Anniversary Special          | режисер, сценарист          |
| 1990      | док | Секрети трилогії «Назад у майбутнє» | The Secrets of the Back to the Future Trilogy | режисер, сценарист          |
| 1991      | мс  | Назад у майбутнє                    | Back to the Future                            | режисер                     |
| 1994      | док | Очима Форреста Гампа                | Through the Eyes of Forrest Gump              | режисер                     |
| 1995      | тф  | Комп'ютер у кросівках               | The Computer Wore Tennis Shoes                | режисер                     |
| 1996      | с   | Світське життя                      | The High Life                                 | режисер                     |
| 1997      | тф  | Любий «Жук»                         | The Love Bug                                  | режисер                     |
| 1997      | с   | Шоу дивного Ела                     | The Weird Al Show                             | режисер                     |
| 1998      | с   | Містер Шоу з Бобом і Девідом        | Mr. Show with Bob and David                   | режисер                     |
| 1998—1999 | с   |                                     | Upright Citizens Brigade                      | режисер                     |
| 2000      | с   | Гросс Поінт                         | Grosse Pointe                                 | режисер                     |
| 2000      | ф   | Добийся успіху                      | Bring It On                                   | режисер                     |
| 2001      | тф  | Погана стрижка                      | Bad Haircut                                   | режисер                     |
| 2003      | ф   | До біса любов                       | Down with Love                                | режисер                     |
| 2004      | в   |                                     | Superchunk: Crowding Up Your Visual Field     | режисер                     |
| 2006      | ф   | Розлучення по-американськи          | The Break-Up                                  | режисер                     |
| 2008      | ф   | Завжди кажи «Так»                   | Yes Man                                       | режисер                     |
| 2008      | с   | Кашемірова мафія                    | Cashmere Mafia                                | виконавчий продюсер         |
| 2011      | тф  |                                     | Gregory Brothers                              | режисер, продюсер           |
| 2011      | с   | Новенька                            | New Girl                                      | режисер                     |
| 2013      | с   | Ігри Гудвіна                        | The Goodwin Games                             | режисер виконавчий продюсер |
| 2013      | тф  | Для мого майбутнього помічника      | To My Future Assistant                        | режисер                     |
| 2015      | тф  | Еллен більш-менш                    | Ellen More or Less                            | режисер                     |
| 2015      | ф   | Людина-мураха                       | Ant-Man                                       | режисер                     |
| 2018      | ф   | Людина-мураха та Оса                | Ant-Man and the Wasp                          | режисер                     |
| 2019—2021 | с   |                                     | The Unicorn                                   | виконавчий продюсер         |
| 2020      | с   | Мандалорець                         | The Mandalorian                               | режисер                     |
| 2023      | ф   | Людина-мураха та Оса: Квантоманія   | Ant-Man and the Wasp: Quantumania             | режисер                     |